# 4月14日
4月14日是公历年中的第104天（闰年的第105天），离全年结束还有261天。

## 大事记

### 19世紀以前
- 69年：支持羅馬將領維特里烏斯的軍隊在貝德里亞庫姆戰役中擊敗皇帝奧托的軍隊。
- 605年：隋炀帝下令开凿京杭大运河。
- 966年：原本作為異教徒的梅什科一世在與多布拉娃結婚後接受基督教洗禮，並且在波蘭部落地區建立國家。
- 1471年：玫瑰戰爭：愛德華四世領導的約克家族在巴內特戰役中擊敗了蘭卡斯特家族，並擊殺了沃里克伯爵理察·內維爾。
- 1561年：德國紐倫堡不明飛行物事件。[1]
- 1619年：萨尔浒之战，后金军大败明军，从而改变了辽东战略格局。

### 19世紀
- 1849年：匈牙利宣布从奥地利帝国独立，并以科苏特·拉约什为国家元首。
- 1865年：美国总统亚伯拉罕·林肯在华盛顿哥伦比亚特区福特剧院遭到约翰·布斯刺杀，并于隔日逝世。
- 1894年：第一家活动电影放映机影院在美国纽约进行首场公开的商业放映，一共使用了10台活动电影放映机播放电影。
- 1898年：清政府与美国签订《粤汉铁路借款合同》。

### 20世紀
- 1910年：美國铺设第一条海底电缆[來源請求]。
- 1912年：英国白星航运的奥林匹克级邮轮「泰坦尼克号」在大西洋撞上冰山沉没，造成1,514人死亡。
- 1931年：西班牙王国国会废黜国王阿方索十三世，宣布建立西班牙第二共和国临时政府。
- 1964年：香港第24任總督戴麟趾抵港履新。
- 1966年：印尼首都雅加達的反華示威進入高潮，示威群眾指責北京當局涉嫌煽動共黨分子企圖在印尼發動政變，示威者衝入中華人民共和國大使館大肆破壞，事件演變成全國性排華騷亂，許多華僑要由中華人民共和國政府接送回國。
- 1966年：證嚴法師於台灣花蓮創立「佛教克難慈濟功德會」。
- 1971年：周恩来接见访华的美国乒乓球队。
- 1982年：李師科犯下台灣刑案史上第一宗銀行搶案。
- 1997年：陳進興、高天民、林春生集團綁架知名藝人白冰冰的獨女白曉燕，白曉燕於數日後被此三人姦殺棄屍（白曉燕命案）。
- 1999年：悉尼雹暴，造成了23亿澳元的经济损失，是澳大利亚史上损失最惨重的自然灾害。

### 21世紀
- 2003年：國家人類基因組研究所宣布完成人類基因組計劃，成功對人類基因組進行定序。
- 2010年：中國青海省玉樹藏族自治州發生Ms 7.1大地震，造成近2,700人死亡。
- 2014年：博科聖地好戰分子從奈及利亞奇博克（英语：Chibok）的一所公立中學綁架了276名女學生。
- 2016年：2016年韓國國會選舉選舉結果出爐。在第20任國會議員總選舉中，執政的新世界黨僅拿122席，共同民主黨獲123席，第三勢力「國民黨」拿38席，而選舉結果將影響2017年12月20日舉行的韓國總統大選。
- 2016年：NBA洛杉矶湖人队球星科比·布莱恩特退役，并以名言“What can I say? Mamba out.”与世人告别。
- 2018年：美国、英国和法国联军向位于叙利亚大马士革和霍姆斯的目标发动导弹攻击。
- 2022年：俄羅斯海軍莫斯科號巡洋艦在俄烏戰爭期間遭烏克蘭海王星反艦飛彈擊沉，艦長Anton Kuprin上校殉職。

## 出生
- 1126年：伊本·魯世德，安達盧斯哲學家、博學家。（1198年逝世）
- 1527年：亞伯拉罕·奧特柳斯，布拉班特地圖學家、地理學家、宇宙學家。（1598年逝世）
- 1578年：腓力三世，哈布斯堡王朝西班牙国王。（1621年逝世）
- 1629年：克里斯蒂安·惠更斯，荷兰物理学家、天文学家和数学家。（1695年逝世）
- 1738年：威廉·卡文迪許-本廷克，英國首相，第三代波特蘭公爵。（1809年逝世）
- 1741年：桃園天皇，日本第116代天皇。（1762年逝世）
- 1813年：，美國銀行家、金融家。（1890年逝世）
- 1852年：兒玉源太郎，日本陸軍上將、政治人物，第4任臺灣總督。（1906年逝世）
- 1862年：彼得·斯托雷平，俄羅斯帝國政治家，第3任俄羅斯帝國部長會議主席。（1911年逝世）
- 1866年：安·沙利文，美国残障教育家（1936年逝世）
- 1889年：阿諾德·約瑟·湯恩比，英國歷史學家（1975年逝世）
- 1891年：比姆拉奧·拉姆吉·安貝德卡，印度法學家、經濟學家、政治家、社會改革家（1956年逝世）
- 1893年：卢作孚，中國企業家（1952年逝世）
- 1897年：芭芭拉·伍頓，英國社會科學家、犯罪學家、政治家，阿賓傑的伍頓女男爵（1988年逝世）
- 1897年：卡爾文·胡佛，美國經濟學家、教授（1974年逝世）
- 1898年：翦伯赞，中国历史学家（1968年逝世）
- 1904年：李郁榮，中國電機工程師（1989年逝世）
- 1904年：約翰·吉爾古德，英國男演員、導演、製片人（2000年逝世）
- 1906年：费萨尔·本·阿卜杜勒-阿齐兹·阿勒沙特，沙烏地阿拉伯國王（1975年逝世）
- 1907年：弗朗索瓦·杜瓦利埃，海地政治人物，第40任海地總統（1971年逝世）
- 1910年：斯坦尼斯瓦夫·科瓦爾斯基，波蘭超級人瑞、運動員（2022年逝世）
- 1912年：罗伯特·杜瓦诺，法國攝影師（1994年逝世）
- 1917年：法蘭西斯·魏，華裔美國陸軍上尉（1944年逝世）
- 1918年：周汝昌，中國著名红学家（2012年逝世）
- 1919年：杜庆华，中國機械工程學專家，中國工程院院士（2006年逝世）
- 1921年：托馬斯·克羅姆比·謝林，美國經濟學家，2005年諾貝爾經濟學獎得主（2016年逝世）
- 1924年：，英國哲學家（2019年逝世）
- 1927年：鍾逸傑，英國殖民地官員，香港前布政司（2019年逝世）
- 1929年：沙德利·本·傑迪德，阿爾及利亞總統，（2012年逝世）
- 1933年：黛安娜·羅，英國女子乒乓球運動員（2023年逝世）
- 1934年：詹明信，美國批評家（2024年逝世）
- 1935年：艾利希·馮·丹尼肯，瑞士作家，主張外星生物創造論
- 1940年：玛丽·金斯基王妃，列支敦斯登親王妃（2021年逝世）
- 1940年：茱莉·姬絲蒂，美國女演員
- 1941年：彼得·羅斯，美國職業棒球運動員（2024年逝世）
- 1944年：阮富仲，越南政治人物，越南共产党籍，前任越共中央總書記（2024年逝世）[2]
- 1945年：圖伊拉埃帕·薩伊萊萊·馬利埃萊額奧伊，薩摩亞總理
- 1948年：克勞德·維維爾，加拿大當代古典音樂作曲家、鋼琴家、詩人（1983年逝世）
- 1951年：潘坎·維帕萬，寮國政治人物，第8任寮國政府總理
- 1953年：曾志偉，香港藝人
- 1954年：大友克洋，日本漫畫家、動畫導演
- 1954年：布魯斯·斯特林，美國科幻小說作家
- 1956年：黃杏秀，前香港女藝人
- 1957年：米哈伊爾·普雷特涅夫，俄國鋼琴家
- 1958年：彼得·卡帕爾蒂，英國男演員
- 1961年：羅勃·卡萊爾，英國男演員
- 1964年：山崎巧，日本男性聲優
- 1964年：許峻豪，韓國男演員
- 1965年：松本行弘，日本電腦科學家、程式設計師
- 1966年：葛瑞格·麥達克斯，美國職業棒球運動員
- 1967年：渡邊道明，日本漫畫家
- 1969年：詹姆士·葛雷，美國電影導演、編劇、製片人
- 1970年：工藤靜香，日本歌手、演员
- 1970年：瓦季姆·克拉斯諾謝利斯基，德涅斯特河沿岸政治人物，現任德涅斯特河沿岸總統
- 1973年：阿德里安·布罗迪，美國演員
- 1973年：朗利·柯克伍德，英國男演員
- 1975年：蒂諾·克魯帕拉，德國政治人物
- 1976年：吳智昊，韓國男演員
- 1977年：羅布·麥克亨尼，美國男演員、導演、編劇、製片人
- 1977年：莎拉·蜜雪兒·吉蘭，美國女演員
- 1978年：陳穎妍，香港女藝人
- 1978年：王以路，台灣演員
- 1981年：小泉進次郎，日本政治人物
- 1981年：小野寺悠貴，日本男性聲優
- 1981年：徐道永，韓國男演員
- 1984年：日馬富士公平，蒙古國相撲力士，第70代橫綱
- 1984年：艾瑞克·艾巴，多米尼加棒球运动員
- 1984年：夏尔·阿默兰，加拿大男子短道速滑運動員
- 1986年：馬修·德比夏爾，英格蘭足球運動員
- 1987年：占美斯·麥基，香港足球運動員
- 1987年：羅鈺文，香港女性新聞從業員、主播
- 1988年：克里斯·伍德，美國男演員
- 1989年：邱勝翊，台灣男子演唱團體JPM成員
- 1989年：ELISA，日本女歌手
- 1989年：益山武明，日本男性聲優
- 1990年：小松昌平，日本男性聲優
- 1990年：鄭允惠，韓國女藝人
- 1990年：阿里安娜·豐塔納，義大利女子短道速滑運動員
- 1993年：格拉漢姆·菲利浦斯，美國男演員
- 1996年：艾碧·貝絲琳，美國女演員
- 2000年：文相敏，韓國男演員
- 2004年：沈姿潤，韓國女子偶像團體STAYC成員
- 2005年：迪恩·胡伊森，荷蘭裔西班牙職業足球運動員
- 生年不詳：前島麻由，日本女歌手
- 生年不詳：長谷川明子，日本女性聲優

## 逝世
- 911年：教宗色爾爵三世，羅馬主教（生年不詳）
- 943年：藤原敦忠，日本平安時代公卿、歌人（906年出生）
- 1471年：理察·內維爾，英國貴族、行政官、軍事指揮官，第十六代沃里克伯爵（1428年出生）
- 1574年：拿骚的路易斯，法國奧蘭治公國總督（1538年出生）
- 1592年：恭懷嬪，朝鮮國王世子嬪（1553年出生）
- 1759年：格奥尔格·弗里德里希·亨德尔，德裔英籍巴洛克音樂作曲家（1685年出生）
- 1888年：尼古拉·尼古拉耶維奇·米克盧霍-馬克萊，烏克蘭裔俄羅斯探險家（1846年出生）
- 1914年：徐镜心，中国革命家，同盟会山东主盟人（1888年出生）
- 1917年：柴门霍夫，波蘭醫生、語言學家，世界语创始人（1859年出生）
- 1924年：路易斯·沙利文，美國建築師，被譽為「摩天大樓之父」和「現代主義之父」（1856年出生）
- 1930年：弗拉基米爾·馬雅科夫斯基，苏联诗人（1893年出生）
- 1935年：埃米·諾特，德國數學家（1882年出生）
- 1936年：刘志丹，中國工農紅軍將領，陝北蘇區創建人之一（1903年出生）
- 1943年：雅科夫·朱加什維利，蘇聯陸軍中尉（1907年出生）
- 1949年：胡霖，中華民國記者（1889年出生）
- 1964年：瑞秋·卡森，美国的海洋生物学家，以作品《寂静的春天》引发了美国以至于全世界的环境保护事业（1907年出生）
- 1970年：大衛·蒙巴頓，英國海軍軍官、貴族，第三代米爾福德黑文侯爵（1919年出生）
- 1977年：潘汉年，中共著名特工、作家（1906年出生）
- 1986年：西蒙·波娃，法国文学家（1908年出生）
- 1987年：藍天，香港演員（1937年出生）
- 1989年：蔣孝文，中華民國前總統蔣經國之子（1935年出生）
- 1997年：白曉燕，知名台灣藝人白冰冰與日本知名漫畫劇作家梶原一騎之女；就讀私立醒吾中學高中部二年級時，遭三名綁匪綁架並撕票死亡（1980年出生）
- 1998年：尹瘦石，中國画家[3]（1919年出生）
- 2001年：顏成坤，香港中華巴士創辦人、主席和監理（1900年出生）
- 2002年：黃天鐸，香港演員（1953年出生）
- 2006年：姬達爵士，香港前布政司，首任廉政專員（1922年出生）
- 2010年：黃福榮，獲頒授香港金英勇勳章者（1964年出生）
- 2011年：威廉·利普斯科姆，美國無機化學家，1976年諾貝爾化學獎得主（1919年出生）
- 2015年：約翰·奧爾尼，美國醫生（1932年出生）
- 2022年：麥皓為，香港演員（1946年出生）
- 2023年：馬克·希恩，愛爾蘭音樂家、歌手、作曲家、唱片製作人，搖滾樂團手創樂團吉他手（1976年出生）
- 2025年：阿都拉·巴达威，馬來西亞政治人物，第5任馬來西亞首相（1939年出生）

## 节假日和习俗
- 世界量子日
- 日本：橘色情人節（日语：オレンジデー）
- ：黑色情人节
- 葡萄牙：咖啡日

## 外部連結
- BBC: On This Day（页面存档备份，存于）
- On This Day in Canada